# Andrés Bailo
Andrés Germán Bailo (Santa Fe, Santa Fe, Argentina, 6 de septiembre de 1988) es un futbolista argentino. Juega de arquero y desde febrero de 2021 se encuentra libre.

## Trayectoria
Comenzó su carrera en las divisiones inferiores de Colón. En la temporada 2008-2009, Bailo estuvo a préstamo en el club Sportivo Belgrano donde obtuvo el ascenso al Torneo Argentino A, cumpliendo con una destacada labor.  Ocupó el puesto de segundo arquero en el Colón. Luego en 2016 paso al Club Ferro Carril Oeste donde debutó el 21 de septiembre de ese mismo año, disputó su carrera en el club hasta febrero de 2021 tras no renovar su contrato y siendo su último partido en el club el 7 de diciembre de 2020.

## Selección nacional
Ha sido internacional con la Selección Sub-17 de Argentina.

## Estadísticas
Actualizado al último partido disputado el 13 de enero de 2021
| Sportivo Belgrano Argentina | 4ª                  | 2008-09             | ?   | 0 | ?    | — | — | —  | — | — | — | ?   | 0 | ?    |
| Sportivo Belgrano Argentina | 3ª                  | 2009-10             | ?   | 0 | ?    | — | — | —  | — | — | — | ?   | 0 | ?    |
| Sportivo Belgrano Argentina | Total               | Total               | 32  | 0 | ?    | — | — | —  | — | — | — | 32  | 0 | ?    |
| Colón Argentina | 1.ª                 | 2010-11             | 0   | 0 | 0    | — | — | —  | — | — | — | 0   | 0 | 0    |
| Colón Argentina | 1.ª                 | 2011-12             | 0   | 0 | 0    | 0 | 0 | 0  | — | — | — | 0   | 0 | 0    |
| Colón Argentina | 1.ª                 | 2012-13             | 5   | 0 | -7   | 0 | 0 | 0  | 0 | 0 | 0 | 5   | 0 | -7   |
| Colón Argentina | 1.ª                 | 2013-14             | 1   | 0 | -1   | — | — | —  | — | — | — | 1   | 0 | -1   |
| Colón Argentina | 2ª                  | 2014                | 0   | 0 | 0    | 0 | 0 | 0  | — | — | — | 0   | 0 | 0    |
| Colón Argentina | Total               | Total               | 6   | 0 | -9   | 0 | 0 | 0  | 0 | 0 | 0 | 6   | 0 | -9   |
| Sportivo Belgrano Argentina | 2ª                  | 2015                | 26  | 0 | -33  | 0 | 0 | 0  | — | — | — | 26  | 0 | -33  |
| Sportivo Belgrano Argentina | Total               | Total               | 26  | 0 | -33  | 0 | 0 | 0  | — | — | — | 26  | 0 | -33  |
| Colón Argentina | 1.ª                 | 2016                | 0   | 0 | 0    | 1 | 0 | -0 | — | — | — | 1   | 0 | -0   |
| Colón Argentina | Total               | Total               | 0   | 0 | 0    | 1 | 0 | -0 | — | — | — | 1   | 0 | -0   |
| Ferro Argentina | 2ª                  | 2016-17             | 38  | 0 | -34  | 0 | 0 | 0  | — | — | — | 38  | 0 | -34  |
| Ferro Argentina | 2ª                  | 2017-18             | 23  | 0 | -33  | 0 | 0 | 0  | — | — | — | 23  | 0 | -33  |
| Ferro Argentina | 2ª                  | 2018-19             | 24  | 0 | -32  | 0 | 0 | 0  | — | — | — | 24  | 0 | -32  |
| Ferro Argentina | 2ª                  | 2018-19             | 25  | 0 | -23  | 0 | 0 | 0  | — | — | — | 25  | 0 | -23  |
| Ferro Argentina | 2ª                  | 2019-20             | 21  | 0 | -18  | 0 | 0 | 0  | — | — | — | 21  | 0 | -18  |
| Ferro Argentina | 2ª                  | 2020                | 2   | 0 | -4   | 0 | 0 | 0  | — | — | — | 2   | 0 | -4   |
| Ferro Argentina | Total               | Total               | 134 | 0 | -142 | 0 | 0 | 0  | — | — | — | 134 | 0 | -142 |
| Total en su carrera | Total en su carrera | Total en su carrera | 198 | 0 | ?    | 1 | 0 | -0 | 0 | 0 | 0 | 199 | 0 | ?    |
| (1) La copa nacional se refiere a la Copa Argentina y Copa Santa Fe . (2) La copa internacional se refiere a la Copa Sudamericana, Recopa Sudamericana, Copa Libertadores y Copa Suruga Bank. (3)Promedio de goles recibidos por partidos no incluye goles recibidos en partidos amistosos. |                     |                     |     |   |      |   |   |    |   |   |   |     |   |      |

## Palmarés

### Títulos nacionales
| Logro                  | Club              | País      | Año     |
| ---------------------- | ----------------- | --------- | ------- |
| Ascenso al Argentino A | Sportivo Belgrano | Argentina | 2009    |
| Torneo de Reserva      | Colón             | Argentina | 2012-13 |